# Eugène Ruffy

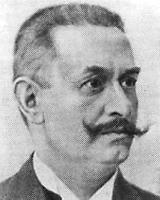
Eugène Ruffy

Eugène Ruffy (Lutry, 2 augustus 1854 - Bern, 25 oktober 1919) was een Zwitsers politicus.
Eugène Ruffy was heimatberechtigt in Lutry. Hij was de zoon van politicus Victor Ruffy. Eugène Ruffy was lid van de Radicale Partij (voorloper van de huidige Vrijzinnige-Democratische Partij en maakte deel uit van de Staatsraad van het kanton Vaud. Van 1 januari tot 31 december 1887 was hij Voorzitter van de Staatsraad. 
Ruffy was ook lid van de Nationale Raad (tweede kamer van het federale parlement) en van 1888 tot 1889 voorzitter van de Nationale Raad.
Ruffy werd op 14 december 1893 in de Bondsraad gekozen. Hij bleef in de Bondsraad tot 31 oktober 1899. Hij beheerde de volgende departementen:
- Departement van Justitie en Politie (1894-1895)
- Departement van Binnenlandse Zaken (1895-1897)
- Departement van Politieke Zaken (1898)
- Departement van Militaire Zaken (1899)

Ruffy was in 1897 vicebondspresident en in 1898 bondspresident.
Hij is tot nu toe de enige die in de voetsporen van zijn vader is getreden en ook lid is geweest van de Bondsraad.